# بلازو بارباران دي بورتو
بلازو بارباران دي بورتو هو قصر يقع في مدينة  فيتشينزا بإيطاليا، صممه المهندس المعماري الإيطالي اندريا بالادو عام 1569 واستغرق بناءه 5 سنوات (1570 – 1575)
أدرج موقع التراث العالمي لليونسكو  القصر جزاءً من «مدينة فيتشنزا وفلل بالاديان في فينيتو» منذ عام 1994
يضم القصر متحف بالاديو CISA المحتويات: 1 .التاريخ 2 .الوصف 3 .الزخرفة 4 .المعرض 5 .المراجع 6 .روابط خارجي

## التاريخ
أقام النبيل فيسينتينا مونتانو باربارانو فيه مرفها بين 1570 و1575، وهو قصر المدينة الوحيد الذي نجح أندريا بالاديو في تنفيذه كاملا، وقد سجل إياكوبو مارزاري في كتابه «تاريخ فيتشنزا» عام 1591 مونتانو باربارانو رجلاً «ذو كلمات رنانه وموسيقى متميزة». كما سجلت أشكال مختلفة من المزامير في مخزونات للقصرعام 1592، مما يؤكد النشاط الموسيقي المكثف هناك.
يوجد ما لا يقل عن ثلاث مخطوطات لمشاريع مختلفة محفوظة في لندن، والتي توثق خطط بديله لخطة المبنى، وكلها مختلفة تمامًا عن المشروع الفعلي وتشهد على عملية تصميم معقدة. في الواقع، طلب باربارانو من بالاديو احترام وجود العديد من المنازل التابعة للعائلة والموجودة بالفعل في منطقة القصر الجديد. علاوة على ذلك، بعد الانتهاء من المشروع، ضم باربانو منزل آخر مجاور للعقار، مما أدى إلى وضع غير متماثل لبوابة المدخل. وُضعت القيود التي يفرضها الموقع والمالك لايجاد شجاعة ودقة في تنفيذ المشروع: إن تدخل بالاديو كان فاعلا، حيث شرح مشروعا متطورا في «إعادة الهيكلة» الذي مزج الهياكل المتنوعة الموجودة مسبقًا في صرح موحد.
افتتح القصر للجمهور في عام 1998 وبعد ترميم دام عشرين عامًا بدأت فعاليات المعرض في مارس 1999.

## الوصف
يوجد ردهة رائعة في الطابق األرضي من أربعة أعمدة تلحم معًا البناء الموجودة مسبقًا، دُعي باالديو لحل مشكلتين لتحقيق المخطط: واحدة ثابتة، كيفية دعم أرضية القاعة الكبرى للبيانو؛ اما المشكلة االخرى فهي تركيبية: كيفية استعادة المظهر المتماثل للديكورات الداخلية التي تتعرض للخطر بسبب المسار المائل للجدران المحيطة من المنازل الموجودة مسبقًا

انطالقً مارسيليس في روما، قسم باالديو الجزء الداخلي إلى ثالثة ممرات، ووضع ا من نموذج أجنحة مسرح أربعة أعمدة مركزية أيونية مما سمح بتقليل امتداد األقبية المتقاطعة المركزية، على أقبية برميلية جانبية، وبذلك حقق إطا ًرا فعا ناحية الثبات قاد ًرا على تحمل أرضية القاعة أعاله دون أي صعوبة، ربط ًال للغاية من األعمدة المركزية بالجدران المحيطة بواسطة الواح من السطح المستقيم، والتي تمتص عدم انتظام الجدران الجانبية: بهذه الطريقة أدرك نو ًعا من نظام سيريلين، وهي حيلة تشبه من الناحية المفاهيمية تلك الموجودة في شرفات باسيليكا باالديانا. تبنى باالديو النوع غير المعتاد من البناء األيوني)المشتق من معبد زحل في منتدى رومانوم (ألنه سمح له بإخفاء التدويرات الطفيفة ولكن المهمة الالزمة لمحاذاة األعمدة واألعمدة الملتصقة

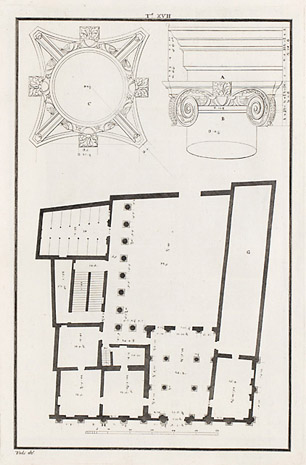
مخطط األرضية وتضاريس للمبنى األيوني )رسم أوتافيو بيرتوتي سكاموزي ، 1776 )
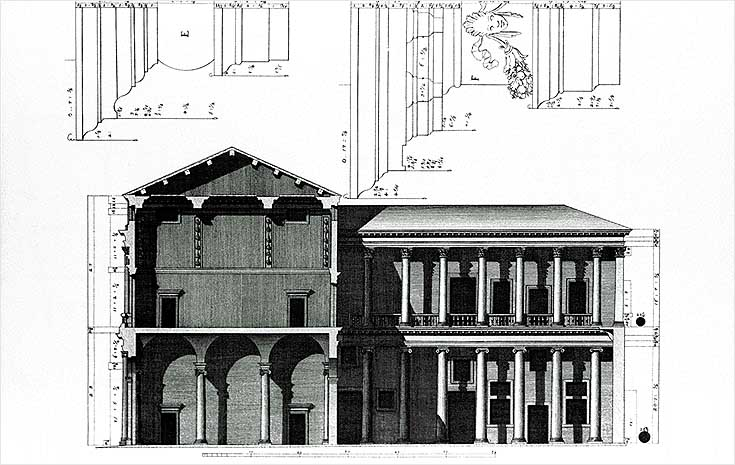
المقطع العرضي )أوتافيو بيرتوتي سكاموزي ، 1776 )

## الزخرفة
استخدم مونتانو لتزيين القصر في عدة أماكن من القصر بع ًضا من أعظم الفنانين في عصره: جيوفاني باتيستا زيلوتي)الذي كان قد تدخل بالفعل في التصميمات الداخلية لفيال إيمو في باالديو في فانزولو (وأنسيلمو كانيرا وأندريا فيسينتينو؛ سُلم الجبس إلى لورينزو روبيني)الذي قام في نفس الوقت بتنفيذ الزخارف الخارجية لشرفات ديل كابيتانيو (وأسند العمل إلى ابنه أغوستينو بعد وفاته في عام 1574، كانت النتيجة النهائية قص ًرا فخ ًما قاد ًرا على منافسة مساكن ثيين وبورتو وفالماران، وهو قصر سمح لراعيه بأن يمثل نفسه للمدينة عضوا بارز في النخبة الثقافية في فيسينتين

## العرض

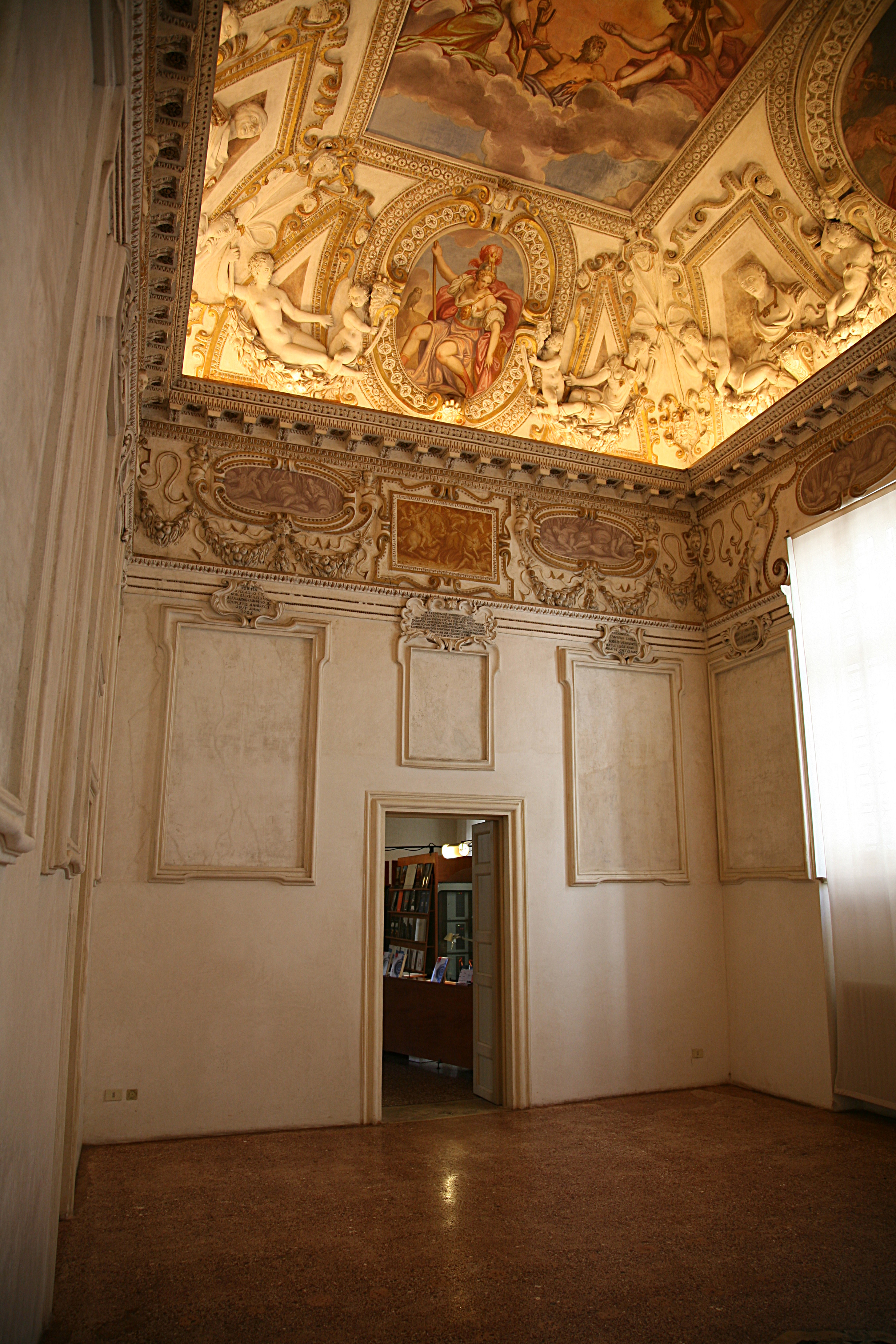
الزخارف الداخلية للقصر
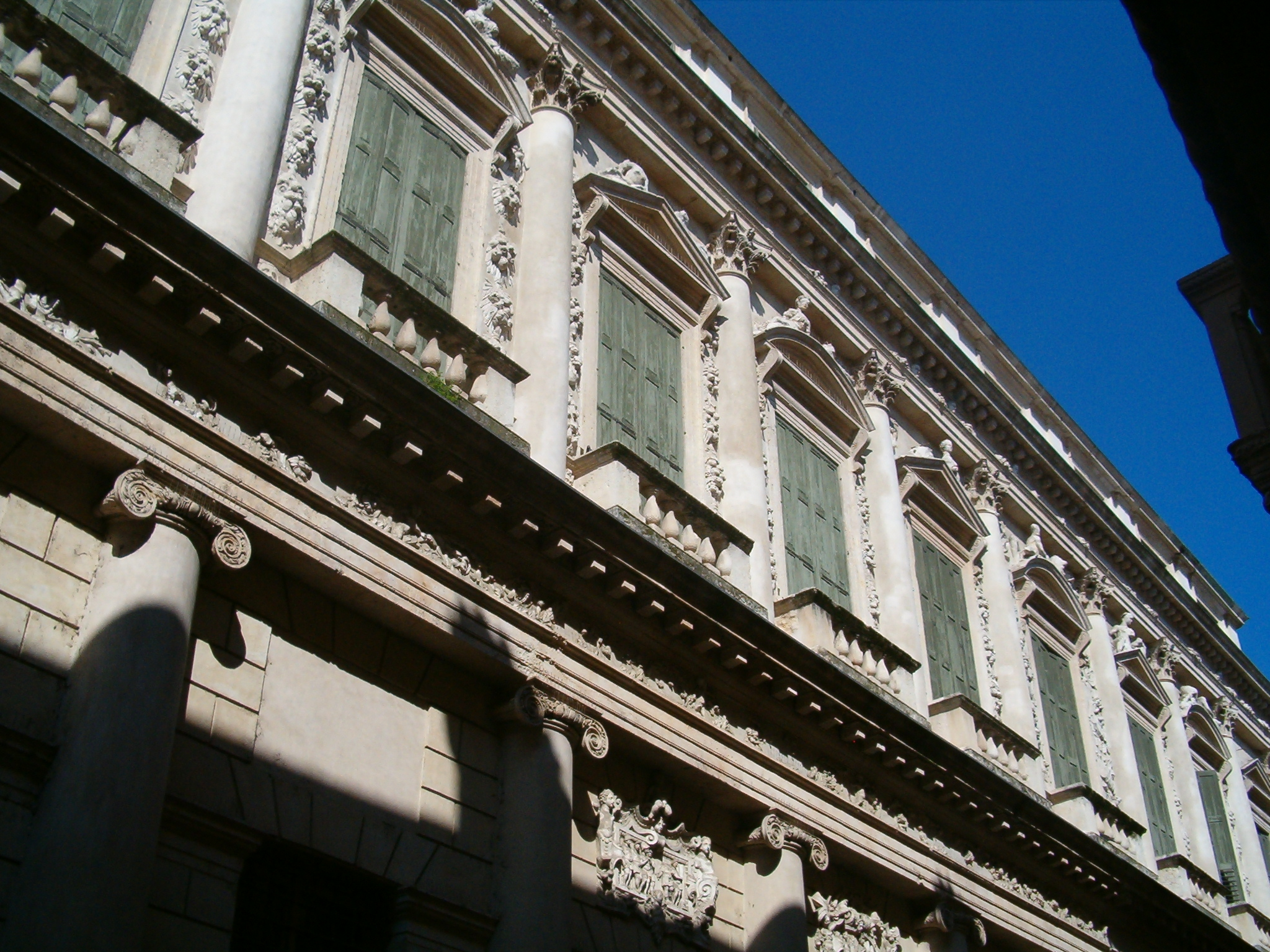
تفاصيل الواجهه
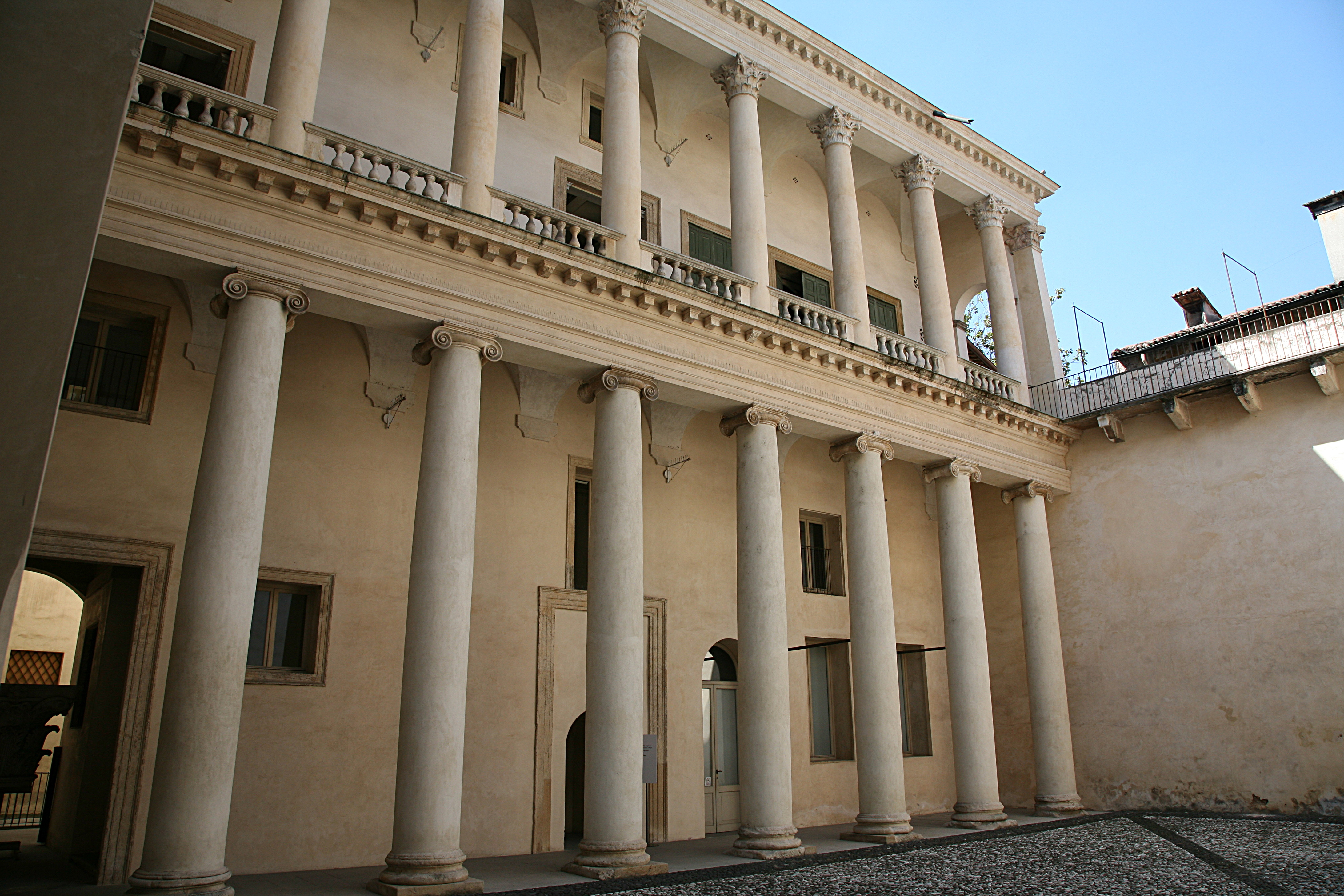
الشرفات في الفناء
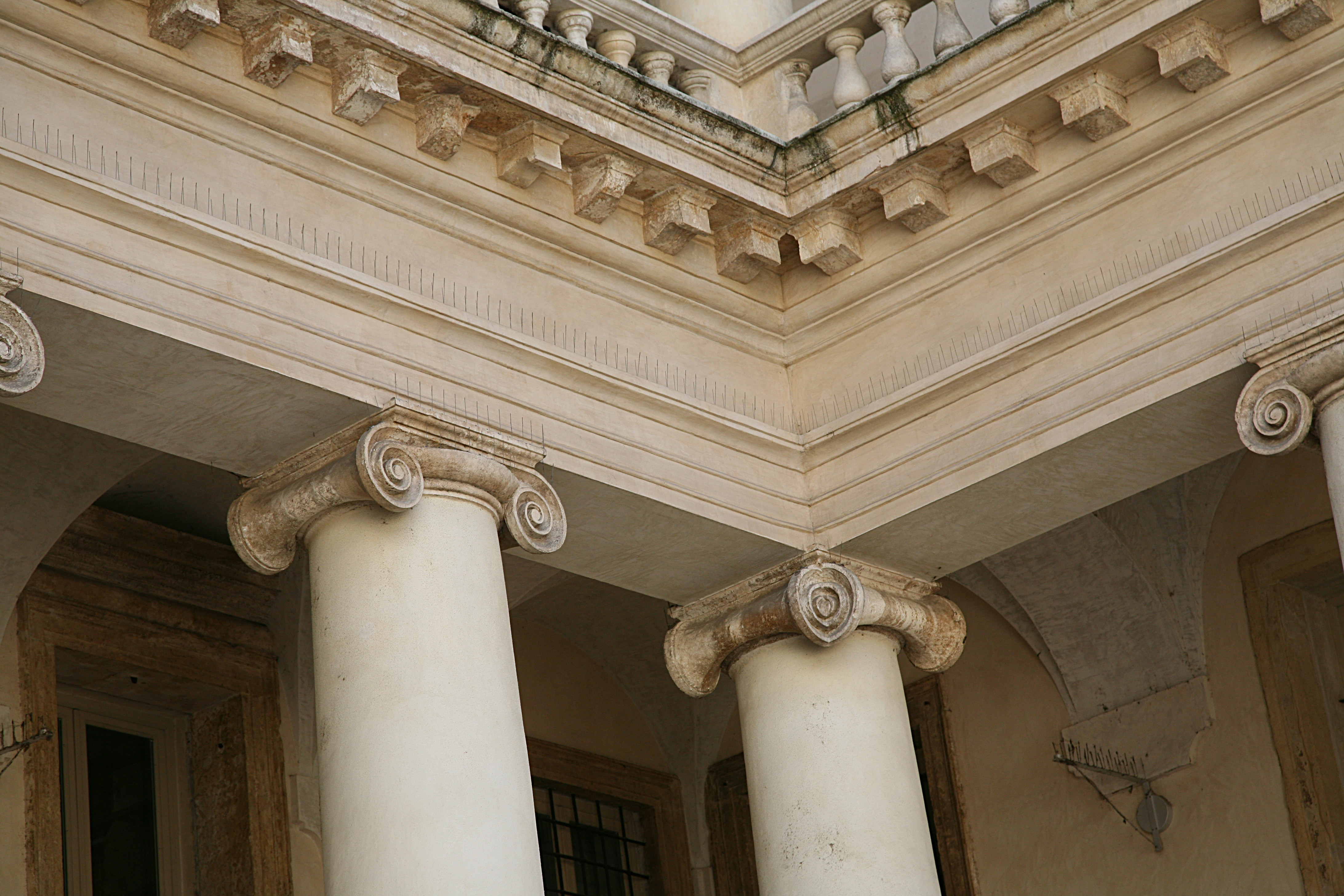
التفاصيل في الاعمدة اليونانية

### روابط خارجية
- Palazzo Barbaran da Porto in the CISA website